# Margareta Gyllenstierna
Margareta Gyllenstierna af Fogelvik, född 1689, död 26 januari 1740, var en svensk grevinna. Hon var gift med Arvid Horn och räknas som politiskt aktiv. 

## Biografi
Margareta Gyllenstierna föddes under 1689 som dotter till fältmarskalk Nils Karlsson Gyllenstierna af Fogelvik och grevinnan Anna Christina Gyllenstierna af Björksund och Helgö. Hon blev arvtagare till stora egendomar i Småland och Östergötland, liksom Schönfeldtska huset och Gripenhielmska malmgården i Stockholm. Hon var även dotterdotter till Barbro Margareta Banér, dotter till riksmarskalken Axel Banér.
Gyllenstierna gifte sig med kanslipresidenten Arvid Horn under 1710. Vid Nils Gyllenstiernas död den 30 mars 1720 blev Margareta Gyllenstierna ägare till Fogelvik, Stjärneberg, Vitvik, Djursö och Stjärnö. Genom hennes äktenskap med Horn kom de gyllenstiernska godsen senare till ätten Horn af Kanckas ägo. Både Gyllenstierna och Horn bodde i Fogelvik i Tryserum och på Gripenhielmska malmgården i Stockholm under 1720- och 1730-talen. I och med makens stigande karriär, blev Gyllenstierna likt andra politikerhustrur intressant för supplikanter och utländska diplomater som en potentiell kanal till maken. Margareta och Arvid spelade under 1720- och 1730-talen en liknande roll som Bengt Oxenstierna och Magdalena Stenbock hade gjort under 1680- och 1690-talen, och Carl Piper och Christina Piper hade gjort under 1700-talets första decennium. Gyllenstierna var en av de mest förmögnaste kvinnorna som öppet eller mera bakom kulisserna deltog i det politiska spelet under frihetstiden.
Gyllenstierna förekommer bland de politikerhustrur som värvades som franska agenter av Frankrikes ambassadör Charles Louis de Biaudos de Casteja. Han nämner henne ofta i sina depescher och hänvisar till hennes inflytande över maken genom att referera till hur greveparet Horn reagerade över politiska frågor, som om de vore en politisk enhet. Casteja mottog av henne information och analyser om vilka personer som för närvarande var maktfaktorer och stod högt i gunst, och hon accepterade också diverse ansökningar från personer förmedlade genom Casteja. Samarbetet mellan Gyllensteirna och Casteja bröts då Horns politik kom i konflikt med franska intressen och Gyllenstierna då valde Horns sida framför Frankrike: hon demonstrerade detta genom att offentligt markera ogillande då Casteja gratulerade maken till en politisk framgång. Gyllenstierna förde också en korrespondens med politiska undertoner med den franska drottningen Marie Leszczyńska och dennas mor Katarina Opalinska, som båda hade gamla band till Horn sedan deras vistelse i Sverige.
Gyllenstierna avled den 26 januari 1740 och begravdes i Tryserums kyrka i Östergötland.

## Barn
Gyllenstierna hade fem barn med Arvid Horn:
1. Nils Gustaf, född 22 april 1712, död 5 januari 1714.
2. Ulrika Anna, född 22 oktober 1713, död 1714.
3. Eva, född 24 juni 1716, död 1790. Gift 17 augusti 1735 i Stockholm med riksrådet och generalguvernören Axel Löwen, friherre och greve Löwen, i hans 2:a gifte, född 1686, död 1772.
4. Adam, född 25 november 1717, död 30 mars 1779. riksråd, riksstallmästare, överstemarskalk och militär.
5. Fredrika Eleonora, född 31 januari 1721, död 8 april 1750. Gift 1737-12-18 med kammarherren och lagmannen, greve Gustaf Leonard Stenbock, född 1711, död 1758.